# Louis Dubois (huguenot)
Pour les articles homonymes, voir Dubois et Louis Dubois.
 (juin 2012).
Si vous disposez d'ouvrages ou d'articles de référence ou si vous connaissez des sites web de qualité traitant du thème abordé ici, merci de compléter l'article en donnant les références utiles à sa vérifiabilité et en les liant à la section « Notes et références ».
Louis DuBois est un colon huguenot parti pour la Nouvelle-Néerlande qui, avec deux de ses fils et neuf autres réfugiés, fonda le village de New Paltz, dans État de New York.

## Biographie
Né le 21 octobre 1626 à Wicres dans le Nord de la France, fils de Chretien Dubois, Louis fuit les persécutions contre les huguenots et se réfugia avant 1650 à Mannheim dans le Palatinat rhénan. Il y épousa Catherine Blanchan le 10 octobre 1655. Vers 1660, les Dubois partirent pour Wiltwyck (Kingston) en Nouvelle-Hollande puis Nieuw Dorp, situés entre La Nouvelle-Amsterdam et Beverwyck (Albany). Enfin il fonda New Paltz sur des terres achetées aux indiens Esopus en 1677.
En 1663, ces mêmes indiens ayant capturé sa femme et trois de ses enfants, une expédition de secours fut montée, qui les libéra trois mois après. La légende prétend que Catherine Dubois entonna le psaume 137 lors de sa libération.

## Héritage
Les documents et les bâtiments témoins de l'époque de Louis DuBois et de ses descendants se trouvent dans le secteur historique Huguenot Street de New Paltz, reconnu National Historic Landmark. Le site inclut le Fort DuBois, une maison en brique construite par l'un des fils de Louis.
W. E. B. Du Bois serait le petit-fils d'un frère de Louis Dubois[réf. nécessaire].